# Henry Turlier
Pour les articles homonymes, voir Turlier.
Henry Turlier est un homme politique français né le 21 mars 1879 à Bourbon-Lancy (Saône-et-Loire) et décédé le 19 août 1945 à Bourbon-Lancy

## Biographie
Issu d'une famille modeste, il fait carrière comme directeur commercial d'une entreprise de machines agricoles (usines Puzenat). Conseiller municipal de Bourbon-Lancy en 1912, il est adjoint au maire de 1919 à 1934 puis maire en 1935. La même année, il devient conseiller général du Canton de Bourbon-Lancy et sénateur de Saône-et-Loire. Le 10 juillet 1940, il vote les pleins pouvoirs au maréchal Pétain.

## Sources
- « Henry Turlier », dans le Dictionnaire des parlementaires français (1889-1940), sous la direction de Jean Jolly, PUF, 1960 [détail de l’édition]